# BKV
Budapesti Közlekedési Zártkörűen Működő Részvénytársaság (BKV) driver den offentlige trafik i Budapest med metrolinjer, sporvejslinjer, trolleybuslinjer og buslinjer.
Der er i Budapest 26 linjer: 1, 2, 3, 4, 6, 12, 14, 17, 18, 19, 24, 28, 37, 41, 42, 47, 48, 49, 50, 51, 52, 59, 60, 61, 62, 69.
Budapest har også 7 ekstra sporvejslinjer: 1A, 28A, 28B, 37A, 51A, 59A, 62A.
Sporvejsnettet er normalsporet (1435 mm) og åbnede 30. juli 1889.

## Metroen
Konstruktionen af Budapests metro blev besluttet i 1870 i form af en linje hele vejen under den store brede boulevard, Andrássy út. Banen var færdig til brug i 1896 og var den første metrolinje på det europæiske fastland.

## Ekstern henvisning
- BKV – officiel hjemmeside